# Hydroxyméthylfurfural
Pour les articles homonymes, voir HMF.
L'hydroxyméthylfurfural (HMF), aussi nommé 5-(hydroxyméthyl)furfural, est un composé organique issu de la déshydratation de certains sucres. La molécule d'HMF est constituée d'un cycle de furane porteur d'une fonction aldéhyde et d'une fonction alcool. Pur, il se présente sous la forme d'un solide jaune à bas point de fusion, très soluble dans l'eau. L'HMF a été identifié dans de nombreux produits alimentaires ayant subi des traitements thermiques, tels que le lait, les jus de fruits, les spiritueux, le miel, etc.
L'HMF, qui peut être obtenu à partir de la cellulose sans fermentation, est une possible matière première à empreinte carbone neutre dans la fabrication de carburants et de produits chimiques.

## Historique
L'hydroxyméthylfurfural fut étudié pour la première fois par le chimiste français Louis-Camille Maillard en 1912, dans une étude sur les réactions non-enzymatiques du glucose. Il fait en effet partie des produits de dégradation issus des réactions de Maillard.
Ce n'est qu'en 2007 que le chimiste américain Conrad Zhang de l'Institute for Interfacial Catalysis (Richland, Washington) a présenté dans la revue Science  une méthode pour produire l'HMF à partir du glucose, alors qu'il était jusque-là principalement synthétisé à partir de dérivés du pétrole.

## Occurrence dans la nourriture
L'hydroxyméthylfurfural est pratiquement absent dans les produits frais et les ingrédients non transformés, mais il est naturellement produit dans des aliments contenant des sucres (pratiquement tous) lors de procédés impliquant une exposition à la chaleur tels que le séchage ou la cuisson. Comme de nombreux composés responsables de goûts et de couleurs dans l'alimentation, il est formé par la réaction de Maillard ainsi que pendant la caramélisation. Dans ces aliments, il est aussi lentement produit durant le stockage ; des conditions acides favorisent sa production.
L'HMF peut être présent en faible quantité dans le miel, les jus de fruits et le lait UHT. Dans ces aliments, comme dans le vinaigre, les confitures, les boissons alcoolisées ou les biscuits, l'HMF peut être utilisé comme indicateur d'un traitement thermique excessif. Par exemple, le miel frais présente de très petites quantités d'HMF, inférieures à 15 mg·kg-1, dépendamment du pH, de la température et de l'âge, et le codex alimentarius impose que le miel vendu ait un taux d'HMF inférieur à 40 mg·kg-1 pour garantir qu'il n'a pas été chauffé durant son traitement, 80 mg·kg-1 dans le cas des miels d'origine déclarée provenant de pays ou de régions où règnent des températures ambiantes tropicales.
De plus grandes quantités d'HMF sont naturellement présentes dans le café et les fruits séchés. La plupart des cafés torréfiés contiennent entre 300 et 2 900 mg·kg-1 d'HMF. Les prunes séchées peuvent contenir jusqu'à 2 200 mg·kg-1 d'HMF. Certaines bières brunes peuvent contenir 13,3 mg·kg-1, le pain et les pâtisseries entre 4,1 et 151 mg·kg-1.
L'HMF peut se former dans le sirop de maïs à haute teneur en fructose (SGHF) des taux 20 mg·kg-1 ayant été relevés, et ceux-ci peuvent croître durant le stockage ou si le sirop est chauffé. Ceci est un problème pour les apiculteurs qui peuvent se servir du SGHF comme source en sucre lorsque les sources en nectar sont insuffisantes pour nourrir les abeilles, car l'HMF est toxique pour elles. Ajouter des bases telles que la potasse ou la soude au sirop de maïs pour le neutraliser permet de ralentir la formation d'HMF.
La consommation journalière en HMF varie énormément en fonction de la consommation alimentaire de l'individu. Dans un régime occidental, elle a été estimée de 5 à 10 mg par jour, par apport alimentaire.
Autrefois, l'HMF était utilisé comme arôme alimentaire, mais cette pratique a été suspendue en Europe.

## Métabolisme
Un important métabolite de l'HMF chez l'humain est l'acide 5-hydroxyméthyl-2-furoïque (HMFA), qui est excrété dans l'urine. L'HMF peut également être métabolisé en 5-sulfoxymethylfurfural (SMF), qui est très réactif et peut former des adduits avec l'ADN ou certaines protéines. Les tests in vitro et des études sur des rats suggèrent une potentielle toxicité et cancérogénicité de l'HMF, mais aucune corrélation entre les apports en HMF et la maladie n'a encore été rapportée chez l'humain. 

## Synthèse
L'hydroxyméthylfurfural est un composé proche du furfural, et comme lui, c'est un produit secondaire de la dégradation des sucres. Il provient en particulier de la déshydratation du fructose.
En production, le fructose est traité par des acides, puis on effectue une extraction liquide-liquide avec des solvants organiques, tels que la méthylisobutylcétone. La conversion est encouragée par la présence d'additifs variés, tels que le DMSO, le butan-2-ol et la poly vinyl pyrrolidone qui minimisent la formation de sous-produits. Dans un système optimisé, dans le cas du fructose (mais pas dans le cas de biomasse brute) le taux de conversion est de 77 %, avec la moitié du HMF qui peut être extrait dans la phase organique. Des liquides ioniques peuvent aussi faciliter la conversion du fructose en HMF.
L'image ci-dessus présente la série de réactions chimiques permettant la conversion du fructose en HMF:
- 1 → 2 : le fructopyranose est converti en fructofuranose
- 2 → 3 → 4 : le fructofuranose subit une double déshydratation via deux intermédiaires non isolés
- 4 → 5 : le second intermédiaire subit à son tour une déshydratation en HMF

Il est également possible de catalyser la réaction avec le chlorure chromeux, ce qui mène à un taux de conversion de plus de 90 % dans le cas du fructose et de plus de 70 % dans le cas du glucose, le chlorure chromeux catalysant aussi la conversion du glucose en fructose.
De la même façon, la cellulose a été directement convertie en HMF (rendement de 55 % avec une pureté de 96 %).

## Utilisation
L'hydroxyméthylfurfural peut être converti en 2,5-diméthylfurane (DMF), un agrocarburant qui pourrait avoir « une efficacité énergétique supérieure de 40 % à celle du bioéthanol ». L'oxydation de l'HMF produit l'acide 2,5-furandicarboxylique, un possible remplaçant de l'acide téréphtalique utilisé dans la production de polyesters.
Des recherches ont montré que le 5-hydroxyméthyl-2-furfural (5HMF) réagit spécifiquement avec l'hémoglobine S (HbS), responsable de la drépanocytose. Des études préliminaires in vivo sur des souris transgéniques atteintes ont montré que l'administration orale de 5HMF inhibe la formation de cellules falciformes dans le sang.